# Csaba László (építész)
Csaba László (Budapest, 1924. október 9. – Budapest, 1995. január 18.) magyar építész, a II. világháború utáni magyar modern templomépítészet legjelentősebb alkotója.

## Életpályája
A József Nádor Műszaki és Gazdaságtudományi Egyetem Építészmérnöki Karán 1947-ben szerzett építészmérnöki diplomát. A háború után indított MÉSZ Mesteriskola tagja lett (1952-54), majd a BME tanársegéde volt.
1948 és 1950 között a Mezőterv építésze, 1950-51-ben a Budai Magasépítő Vállalat főmérnöke, 1954 és 1961 között az Iparterv építésze, 1964-88 a Tervezésfejlesztési és Technikai Építészeti Intézet irodavezetője (1964-70). 1970-80 között a Típustervező Intézet műszaki igazgatóhelyetteseként dolgozott, majd műszaki fejlesztési szakfőmérnöke lett (1980-88) az 1988-as nyugdíjazásáig. 1961-73 között a Magyar Építőművészek Szövetségének főtitkára, 1955-65 a BME tanára. 1992-től a Magyar Művészeti Akadémia tagja

## Díjai
A korszerű templomépítészet elveit képviselő alkotásaiért számos hazai és nemzetközi elismerést kapott:
- Ybl Miklós-díj (1959, 1988);
- August Perret-díj (1961);
- Kotsis Iván Emlékérem, (1992).

## Családja
Felesége Cs. Juhász Sára Ybl Miklós-díjas építész. Gyermekeik Eszter (1952) és  László (1957).

## Művei

### Fontosabb ipari épületek
- Bélapátfalva művelődési ház (1950)
- miskolci hűtőház (1959)
- Villamosipari Kutatóintézet székháza (1965)
- a budapesti 4. sz. házgyár panelos lakóépületei (1970-76)
- Hollóházi Porcelángyár új üzemi épülete (1984)
- Videoton üzemcsarnoka (1989)
- Knézich u. Patrona Hungariae Leánygimnázium (1991) és Rendház-Kollégium (1991) rekonstrukciója,
- Magyar Suzuki Rt. esztergomi gyárának főépülete (1991-92)

### Egyházi épületek
- Templom (Cserépváralja) (1961)

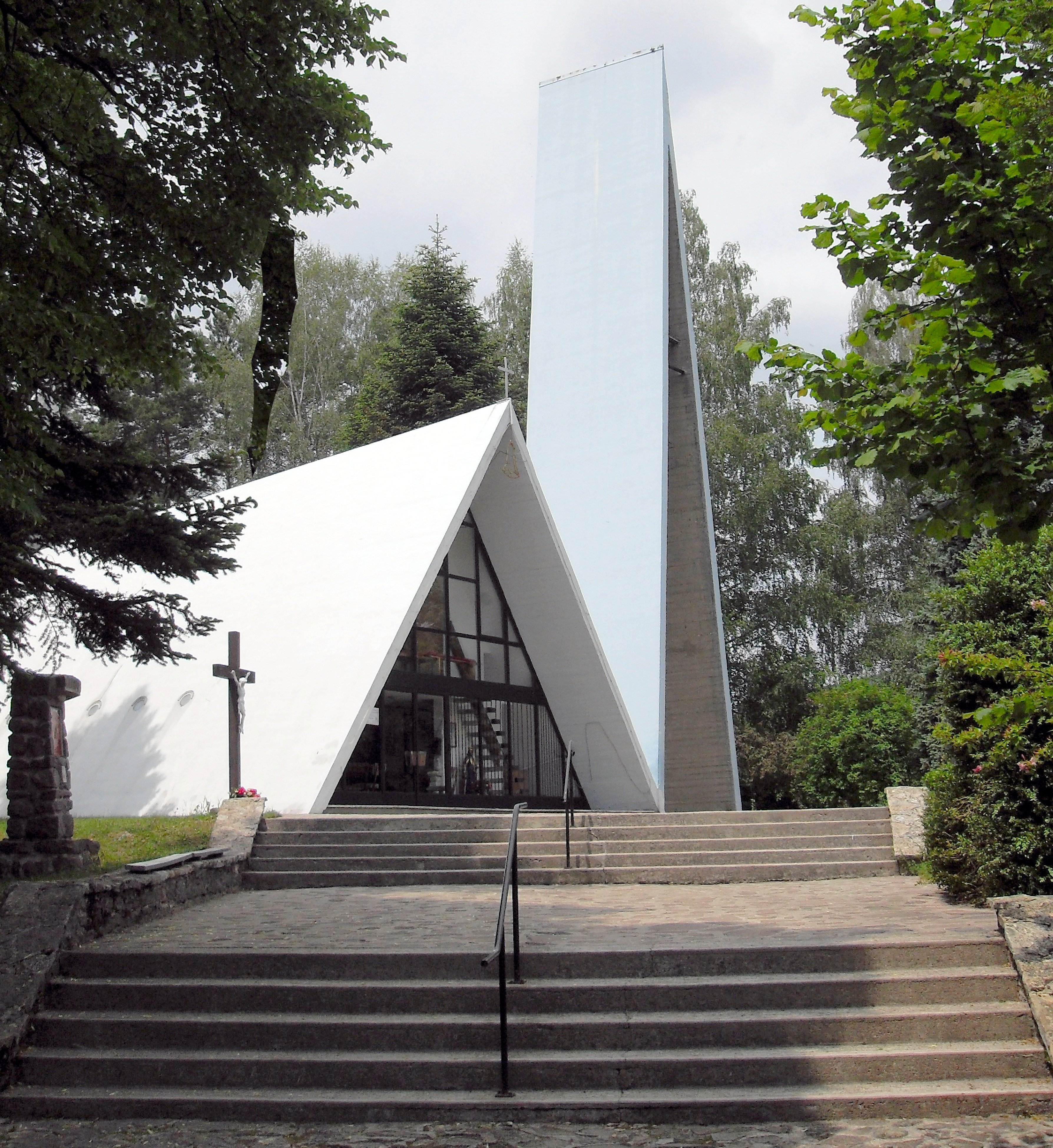
Hollóháza, Szent László-templom (1964-1967)

- Katolikus templom (Hollóháza) (1966)
- Hodász (1977)
- Nyírderzs (1984)
- Békásmegyer, Lékai bíboros téri Boldog Özséb-plébániatemplom (1987)
- Kaposvár, Béke úti templom (1988)
- Kápolna (Flóratanya),  (1991)
- A Miasszonyunkról Nevezett Kalocsai Iskola nővérek csepeli zárdája (Cs. Juhász Sárával, 1991-92)